# Sensweiler
Sensweiler là một đô thị thuộc huyện Birkenfeld, trong bang Rheinland-Pfalz, phía tây nước Đức. Đô thị Sensweiler có diện tích 8,43 km², dân số thời điểm ngày 31 tháng 12 năm 2006 là 528 người.